# Kaznějov
Kaznějov är en stad i Tjeckien.   Den ligger i regionen Plzeň, i den västra delen av landet, 80 km väster om huvudstaden Prag. Kaznějov ligger 402 meter över havet och antalet invånare är 3 053.
Terrängen runt Kaznějov är huvudsakligen platt, men åt nordväst är den kuperad. Runt Kaznějov är det ganska glesbefolkat, med 30 invånare per kvadratkilometer. Närmaste större samhälle är Plzeň, 16,2 km söder om Kaznějov. I omgivningarna runt Kaznějov växer i huvudsak blandskog.